# Estación San Carlos (Chile)
La estación San Carlos es una estación ferroviaria que se ubica en la ciudad chilena de San Carlos de la comuna homónima, en la Región de Ñuble.

## Historia
Fue construida junto con la unión de la vía del Ferrocarril Talcahuano-Chillán y Angol con el Ferrocarril Santiago-Curicó, a fines del siglo XIX, en la intersección de avenida O'Higgins con avenida Arturo Prat, de la ciudad de San Carlos.
La estación resultó ser destruida tras el Terremoto de Chillán de 1939 y tras su reconstrucción, en 1948, surge un incendio que obliga el traslado de la estación a su actual emplazamiento.
Luego pasó a formar parte de la Red Sur de Ferrocarriles del Estado, para finalmente ser parte del Troncal Sur. En el año 2001 su edificio estación fue remodelado para el nuevo servicio TerraSur Chillán. 
A principios de 2006, producto del accidente de un carguero en el Puente Ferroviario Ñuble, fue estación de combinación de buses a Chillán y a Estación Concepción y Los Ángeles, para permitir la conectividad del servicio ferroviario.
El 29 de diciembre de 2022 inició sus operaciones el Tren Chillán-San Carlos, servicio de tren de cercanías piloto que conectará a las ciudades de Chillán y San Carlos. Este plan piloto tiene como objetivo evaluar la rentabilidad de un servicio interurbano exclusivo para la región del Ñuble.